# Моханпур
Моханпур (бенг. মোহনপুর, англ. Mohanpur) — город на северо-западе Бангладеш, административный центр одноимённого подокруга. Площадь города равна 9,52 км². По данным переписи 2001 года, в городе проживало 9387 человек, из которых мужчины составляли 50,83 %, женщины — соответственно 49,17 %. Плотность населения равнялась 985 чел. на 1 км². Уровень грамотности населения составлял 34 % (при среднем по Бангладеш показателе 43,1 %). 